# Орийак-3
Орийа́к-3 (фр. Aurillac 3) — кантон во Франции, находится в регионе Овернь, департамент Канталь. Входит в состав округа Орийак.
Код INSEE кантона — 1524. В кантон Орийак-3 входит одна коммуна — Орийак.
Население кантона на 1999 год составляло 10 360 человек.